# Білене Куілемане
Клубе Ду Білене Куілемане або просто Білене Куілемане (порт. Clube Do Bilene Quelimane) — професіональний мозамбіцький футбольний клуб з міста Куілемане.

## Стадіон
Домашні матчі клуб проводить на стадіоні «Білене Ареа», яка вміщує 10 000 уболівальників.